# Semiplotus
Semiplotus és un gènere de peixos de la família dels ciprínids i de l'ordre dels cipriniformes.

## Taxonomia
- Semiplotus cirrhosus (Chaudhuri, 1919)[2]
- Semiplotus gangului (Dey, 1975)
- Semiplotus manipurensis (Vishwanath & Kosygin, 2000)[3]
- Semiplotus modestus (Day, 1870)[4][5][6][7]